# سلعة مبيضية
سِلْعة مبيضية أو الستروما المبيضية وتعني حرفيًا تضخم المبيض، هو شكل نادر من الأورام المسخية أحادية الجلد، يتكون في الغالب من أنسجة الغدة الدرقية، وقد يسبب فرط نشاط الغدة الدرقية.
على الرغم من اسمه، لا تقتصر السلعة المبيضية على المبيض.
الغالبية العظمى من أورام الغدة الدرقية حميدة؛ ومع ذلك، توجد أورام خبيثة من هذا النوع في نسبة ضئيلة من الحالات.

## التصوير الشعاعي
إن السمات التصويرية بالموجات فوق الصوتية للسلعة المبيضية غير محددة، ولكن قد تظهر كتلة غير متجانسة، يغلب عليها الصلابة. يُظهر التصوير بالموجات فوق الصوتية مظهرًا معقدًا مع وجود مناطق كيسية وصلبة متعددة، وهي نتائج تعكس المظهر المرضي الواضح للورم.
قد تكون نتائج التصوير بالرنين المغناطيسي أكثر تميزًا: تُظهر الفراغات الكيسية شدة إشارة عالية ومنخفضة في الصور المرجحة بـT1 وT2. قد تُظهر بعض الفراغات الكيسية شدة إشارة منخفضة في الصور المرجحة بـT1 وT2 على حد سواء، وذلك بسبب المادة الغروانية الهلامية السميكة للنسيج. لا تظهر أي دهون في هذه الآفات.

## صور إضافية

تكبير منخفض
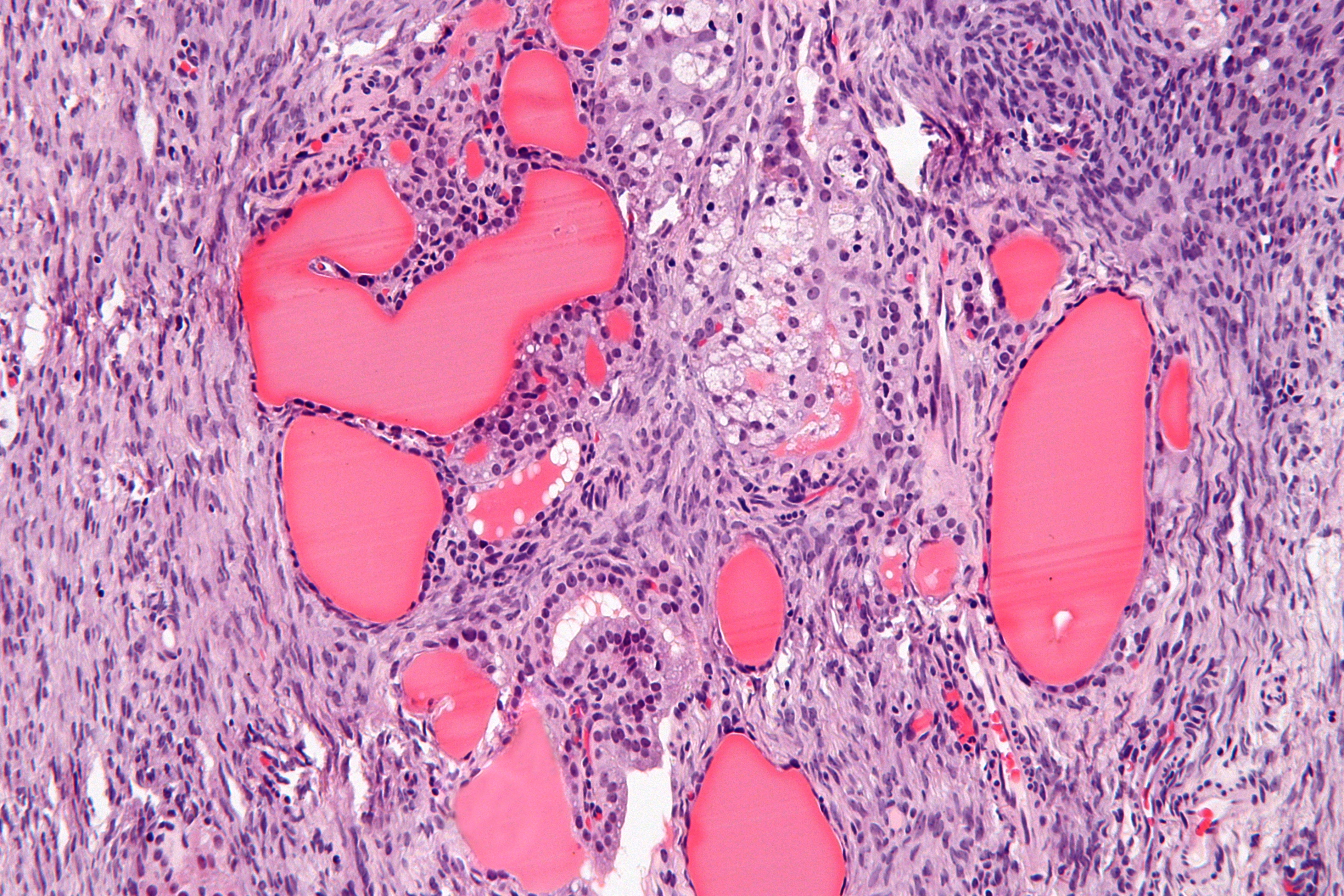
تكبير عال